# Herb gminy Świątki
Herb gminy Świątki – jeden z symboli gminy Świątki, autorstwa Magdaleny Gach, ustanowiony 28 września 2017.

## Wygląd i symbolika
Herb przedstawia na tarczy  w polu zielonym srebrną kapliczkę kolumnową pomiędzy złotymi kłosami pszenicy. U podstawy wstęga falista srebrna. Kapliczka kolumnowa przedstawiona w herbie znajduje się we wsi Dąbrówka na terenie gminy. Kłosy pszenicy symbolizują rolniczy charakter gminy, natomiast wstęga falista rzekę Pasłękę.